# Gos d'aigua americà
El gos d'aigua americà (també anomenat American Water Spaniel) és una raça de gos d'aigua originada als Estats Units, poc coneguda fora d'Amèrica del Nord.

## Història

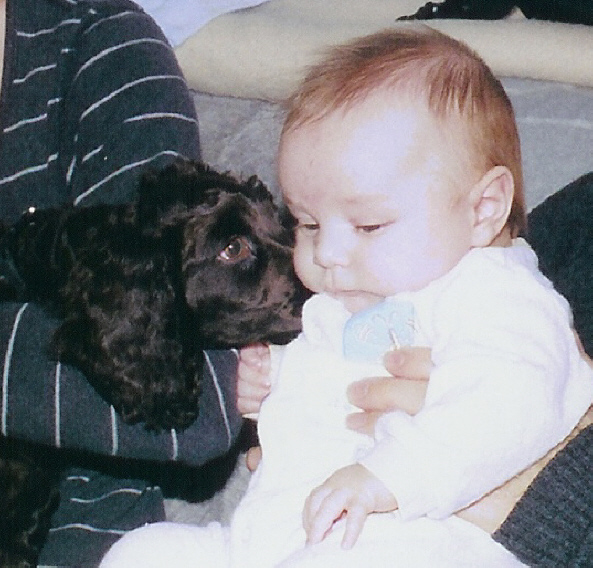
El gos d'aigua americà és un gos de família

La majoria dels entesos han acceptat que aquesta raça s'ha desenvolupat a les valls dels rius Fox i Wolf de Wisconsin.
Realment aquest gos va ser conegut a mitjan 1800, però els seus antecessors són un veritable misteri, es creu que són, o van poder ser, el retriever de pèl arrissat i el gos d'aigua irlandès, com el Field spaniel entre d'altres.
Es va desenvolupar com un gos de caça en el període de la història nord-americana on es va posar de moda la caça d'aus, els caçadors necessitaven un gos que pogués ser útil tant a terra com a l'aigua i que s'adaptés bé a les canoes o als skiff, per tant no hauria d'ocupar massa. Al seu torn el volien per protegir les peces cobrades.
El cim de major popularitat el va tenir els anys 20 i 30, posteriorment cauria en l'oblit durant molt temps, però la tenacitat dels seus defensors va fer que la raça es perpetués fins als nostres temps.

## Descripció
Les característiques d'aquesta raça són:
- Ulls: En algunes federacions dels Estats Units si té els ulls grocs és suficient raó per ser desqualificat.

- Orelles: Mitjanes amb pèl llarg.

- Pèl: Té dos mantells. El pèl extern és entre ondulat i arrissat. El mantell interior és com una llana, el protegeix de l'aigua.

- Color del pèl: Castany fosc de diverses tonalitats. Se li permet marques blanques petites al pit i als dits.

- Cua: Llarga, pèl llarg mitjà, en forma de ploma. Es diu que li serveix de timó quan neda en corrents ràpids.

- Altura: A la creu o les espatlles: Tots dos gèneres de 38 a 45 cm.[5]

- Pes: Els mascles pesen de 14 a 20 Kg. El pes de les femelles és de 12 a 18 Kg.

- Ventrada: Usualment la ventrada és de sis a set cadells. Es registren ventrades de fins a dotze cadells.
- Esperança de vida: 12 anys.[6]

## Temperament i caràcter
El gos d'aigua americà és amable, actiu, obedient i intel·ligent. És molt enèrgic i entusiasta, li agrada complaure al seu amo i participar en els jocs que aquest li proposi. És fàcil d'ensinistrar, aprèn ràpid i li agrada estar ocupat. És possessiu amb els seus amos, afectuós amb la família i atent amb els nens. No acostuma a ser agressiu amb els desconeguts ni amb altres mascotes, però necessita una socialització primerenca per acostumar-lo des de petit.

## Cures específiques
El gos d'aigua americà necessita estar entretingut i fer exercici físic amb regularitat, en cas contrari, si s'avorreix, pot ser destructiu. La natació és una activitat excel·lent. Per mantenir el seu pèl sa i en bones condicions, és recomanable raspallar-lo setmanalment.

## Salut
Algunes de les malalties que pot patir són la displàsia de maluc canina, l'epilèpsia, la diabetis o problemes oculars.